# Anna Börschmann
Anna Auguste Börschmann (* 6. Juli 1871 in Prökuls/Memelland; † 18. Januar 1939 in Bad Harzburg) war eine deutsche Reformpädagogin und Direktorin der ersten Höheren Mädchenschule in Vegesack.

## Biografie
Börschmann war die Tochter des Gerichtskassenrendants (Rechnungsrat) Robert Börschmann. Ihre Brüder waren der Mediziner und sozialdemokratischer Parlamentarier Friedrich Börschmann (1870–1941) und der Professor, Regierungsbaurat und Sinologe Ernst Börschmann (1873–1949).
Von 1889 bis 1897 war Börschmann als Erzieherin in privaten Häusern in Ostpreußen und Ungarn tätig. 1898 bestand sie in Memel die Prüfung für das Lehramt an Höheren Mädchenschulen. Sie war dann bis um 1904 Lehrerin an einer Stadtschule in Marggrabowa in Ostpreußen. Sie studierte in Paris und an der Universität Königsberg Französisch, Geschichte und Philosophie. 1905 absolvierte sie die Oberlehrerinnenprüfung und war dann bis 2007 in Marienburg in Westpreußen an der städtischen Höheren Mädchenschule und zugleich am Lehrerinnen-Seminar beschäftigt.
1907 bestand Börschmann in Bremen die Prüfung als Schulvorsteherin und sie wurde sofort zur Direktorin der Städtischen Höhere Mädchenschule Vegesack, später Städtisches Lyzeum Vegesack, ernannt, als Nachfolgerin von Louise Eschholz, die zuvor die 1901 gegründete Schule führte. 25 Jahre leitete sie diese Schule; ihr folgte 1932 August Freese. Dabei orientierte sie die Schule an das frauenemanzipatorische Programm der Preußischen Mädchenschulreform von 1908, das 1912 auch in Bremen übernommen wurde. Sie führte als Neuheit das Fach Psychologie ein, um u. a. dadurch eine Erziehung zur Selbstbestimmung der Mädchen zu stärken. Von 1907 bis 1918 unterrichtete auch die Frauenrechtlerin Agnes Heineken an dieser Schule; beide waren befreundet.